# Damir Radović
Damir Radović, né en 1976 à Sarajevo, est un artiste d'origine de Bosnie-Herzégovine.

## Biographie
Il passe sa jeunesse à Sarajevo où il vivait pendant la guerre en Bosnie. 
Étudiant à l'École des beaux-arts à Valence (diplômé en 2000), il continue ses recherches à l'École Nationale des beaux-arts à Lyon (Post-Diplôme en 2005).
Il participe à de nombreuses manifestations d'art national et international.